# Lamal-Pouguè
Lamal-Pouguè est un village de la Région du Centre du Cameroun. Localisé dans l'arrondissement (commune) de Matomb, dans le département du Nyong-et-Kéllé, il est situé sur la route nationale qui lie la capitale du pays, Yaoundé (70 km), et Douala.

## Géographie
Le village de Lamal-Pouguè est limitrophe avec les villages Mamb Tayap, et Ngoung.
Le climat de Lamal-Pouguè est tropical avec de fortes précipitations et une courte saison sèche. La température moyenne y est de 25,0 °C et la moyenne des précipitations est de 2 126 mm par an.

## Population et société
Lamal-Pouguè comptait 666 habitants lors du dernier recensement de 2005.
La population est constituée pour l’essentiel de Bassa. Depuis 2000, un tournoi de vacances est organisé entre les équipes de football de l'arrondissement de Matomb.